# 日本専売公社
日本専売公社（にっぽんせんばいこうしゃ）は、かつて存在した特殊法人である。「三公社五現業」の一つ。単に専売公社とも呼ばれた。
大蔵省の外局だった専売局が1949年（昭和24年）に分離独立し、同省の外郭団体として発足した。1985年（昭和60年）に民営化され、現在の日本たばこ産業株式会社（JT）が設立された。

## 沿革
- 1948年（昭和23年）7月22日 - 連合国最高司令官（GHQ最高司令官）ダグラス・マッカーサーから内閣総理大臣芦田均宛てに、たばこ・塩・樟脳の政府事業運営のための公共企業体を組織するべき主旨の書簡が発せられる[1]。
- 1949年（昭和24年）6月1日 - たばこ・塩・樟脳の専売業務を行ってきた大蔵省専売局を独立して発足する。初代総裁は、池田勇人大蔵大臣の推薦により秋山孝之輔が抜擢された[2]。
- 1960年（昭和35年）2月25日 - 産業計画会議が「専売制度の廃止を勧告する - 専売公社の民営分割は議論の時代ではない実行の時代である」と発表。
- 1962年（昭和37年）4月1日 - 樟脳専売法廃止により樟脳が専売品から除かれる。
- 1965年（昭和40年）7月 - 第7回参議院議員通常選挙に立候補した小林章を組織ぐるみで支援した結果、幹部職員を含む約140人が公職選挙法違反の疑いで逮捕。同年8月4日までに約60人が処分保留で釈放されたものの、起訴に伴い多くの職員が休職した[3]。
- 1972年（昭和47年）5月15日 - 沖縄返還に伴い、沖縄県で「たばこ生産事業」を行なっていた琉球煙草（1951年設立）、オリエンタル煙草（1956年設立）、沖縄煙草産業（1957年設立）の三民間会社から、たばこ事業を譲受。
- 1984年（昭和59年）8月10日 - 専売改革関連法が成立。
- 1985年（昭和60年）4月1日 - 日本たばこ産業株式会社に、たばこの独占製造権と塩の専売権を継承させて解散。

## 歴代総裁・副総裁
総裁
1. 秋山孝之輔 : 1949年6月1日 - 1953年5月31日 ※元大日本製糖副社長
2. 入間野武雄 : 1953年6月2日 - 1957年6月1日 ※元大蔵省銀行局長・帝国銀行頭取
3. 松隈秀雄 : 1957年6月2日 - 1961年6月1日 ※元大蔵事務次官
4. 阪田泰二 : 1961年6月2日 - 1967年10月28日 ※元国税庁長官、選挙違反に伴う職員大量逮捕の引責により任期途中で辞任。
5. 東海林武雄 : 1967年10月29日 - 1971年10月28日 ※元旭電化社長
6. 北島武雄 : 1971年10月29日 - 1973年10月28日 ※元国税庁長官
7. 木村秀弘 : 1973年10月29日 - 1975年7月17日 ※元国税庁長官、総裁在職のまま死去。
8. 泉美之松 : 1975年7月18日 - 1982年6月29日 ※元国税庁長官、副総裁から昇格。
9. 長岡實 : 1982年6月30日 - 1985年3月31日 ※元大蔵事務次官、副総裁から昇格。

副総裁
1. 野田卯一 : 1949年6月1日 - 1950年2月22日 ※元専売局長官・大蔵次官
2. 勝田雄次郎 : 1950年7月18日 - 1954年7月17日
3. 松田令輔 : 1954年7月19日 - 1956年6月7日 ※元大蔵省資金局長
4. （心得）石田吉男 : 1956年6月8日 - 1956年7月7日
5. 舟山正吉 : 1956年7月7日 - 1958年2月11日
6. 石田吉男 : 1958年2月11日 - 1962年2月11日
7. 大槻義公 : 1962年2月11日 - 1966年2月11日
8. 佐々木庸一 : 1966年2月11日 - 1971年9月13日
9. 泉美之松 : 1971年9月13日 - 1975年7月18日
10. 斎藤欣一 : 1975年7月18日 - 1978年10月16日
11. 原秀三 : 1978年10月16日 - 1981年7月17日
12. 長岡實 : 1981年7月17日 - 1982年6月30日 ※総裁へ昇格。
13. 石井忠順 : 1982年7月17日 - 1985年3月31日

## たばこの販促活動
日本専売公社の時代に「たばこは心の日曜日」のキャッチフレーズで売りだしていた。また、「たばこは市（区、町、村）内で買いましょう」とのキャッチフレーズもあり、各地方公共団体の市町村たばこ税の税収増益を図った。
1950年12月には、年末年始の需要を狙ったくじ付きタバコが発売された。
1973年、専売公社全国一万人の大学生を対象にたばこに関するアンケート調査を郵送。このアンケートには同年1月から発売された紙巻きたばこ「マリーナ」が4本同封されていた。日本消費者連盟などはアンケートの名を借りた宣伝行為であり「非道徳的」だとして専売公社を批難した。

## 不祥事

### 組織ぐるみの選挙違反
1965年（昭和40年）7月に行われた第7回参議院議員通常選挙には、OBである小林章が立候補。組織をあげて支援した結果、選挙後に幹部職員を含めた40数人が公職選挙法違反（公務員の地位利用）で逮捕される事態となった。違反の中には小売業者に対し、営業許可を引き合いに出して投票を依頼する悪質なものが含まれていた。

### 関連人物
- 鈴木和美
- 森永卓郎（元職員）